# Ugia prompta
Ugia prompta là một loài bướm đêm trong họ Erebidae.